# تأمین تله‌کام
شرکت تأمین تله‌کام وابسته به شرکت سرمایه‌گذاری تأمین اجتماعی (شستا) سومین اپراتور تلفن همراه در ایران است.
این شرکت در سال ۱۳۸۶ تشکیل شده‌است و در اردیبهشت ماه سال ۱۳۸۹ به عنوان اپراتور سوم تلفن همراه در ایران انتخاب شد و موظف به عرضه سیمکارت‌های نسل سوم در شهرها و حداقل نسل دوم در جاده‌های ایران است.
این اپراتور قراراست سیم کارتهای خود را با پیش شماره ۰۹۲ و تا سقف حداکثر قیمت ۱۲۰ هزار تومان برای سیمکارت‌های دائمی و ۲۰ هزار تومان برای سیمکارت‌های پیش پرداخت در اختیار مشترکان قرار دهد.
طبق پروانه اعطا شده به اپراتور سوم موبایل پوشش تمامی شهرها تا چهار سال فعالیت، پوشش جمعیتی تا سال چهارم و پوشش جاده‌ای تا سال هشتم، تضمین حداقل کیفیت از سال اول تا چهارم از جمله تعهدات این اپراتور است
تعداد مشترکان این اپراتور در شرایط عادی ۱۷ میلیون نفر خواهد بود که می‌تواند به شش میلیون مشترک خدمات پایه (صوت) و ۱۱میلیون مشترک خدمات دیتا نسل سوم ارائه کند.
این شرکت تا دو سال پس از دریافت پروانه (خرداد ۹۰) از امتیاز انحصاری پیاده‌سازی نسل سوم برخوردار است.

## برند رایتل
در تاریخ ۱ آذر ۱۳۹۰ این شرکت از برند جدید خود با نام رایتل در مراسمی رو نمایی کرد.
رایتل به معنای «تلفن هوشمند» است، رای به معنای خرد و تل به معنای تلفن است.